# Complexo Esportivo Ali Sami Yen
O Complexo Esportivo Ali Sami Yen (ou Rams Park por razões de direitos de nome) é um estádio de futebol localizado em Istambul, na Turquia, inaugurado em 15 de janeiro de 2011, com capacidade máxima de 53 978 espectadores.
É atualmente a casa onde o Galatasaray, tradicional e um dos maiores clubes do país, manda seus jogos oficiais por competições nacionais e continentais, substituindo o demolido Estádio Ali Sami Yen, local por onde jogou de 1964 a 2010, que tinha capacidade máxima de 24 354 espectadores.

## Histórico
Diante da capacidade diminuta e da infraestrutura bastante envelhecida do antigo Estádio Ali Sami Yen, os torcedores do Galatasaray ansiavam por décadas a construção de um novo, maior e moderno estádio de futebol que fosse compatível à grandeza do clube e de sua torcida. Ao longo do tempo, uma série de projetos para a construção de um novo estádio foram apresentados: um primeiro projeto de construção de um estádio com capacidade para 40 484 espectadores foi apresentado em 1998 pelo então presidente do clube Faruk Süren, mas tanto o prefeito de Istambul quanto o governador da província homônima à época rejeitaram a ideia e o projeto foi cancelado.
Entre 2001 e 2002, novamente a discussão sobre o novo estádio voltou à tona quando a diretoria do Galatasaray à época buscou adaptar o projeto original de 1998, reduzindo a capacidade do futuro estádio para 35,000 espectadores de forma a reduzir custos de construção para viabilizar financiamentos privados para o projeto. Entretanto, a crise econômica que a Turquia enfrentava desde a virada do século impediu que as negociações avançassem e o novo projeto adaptado também foi cancelado.
Em 2004, mais uma vez o projeto original voltou a ficar em evidência, porém a nova direção do clube optou por reformar o Estádio Ali Sami Yen, ampliando a capacidade do antigo estádio de 22 800 para 23 785 espectadores, como forma de atender ainda que parcialmente os anseios dos sócios e torcedores. No entanto, o aumento da capacidade do antigo estádio foi limitada diante da demolição da Tribuna Aberta, espaço do estádio onde geralmente ficavam as torcidas organizadas e cujas entradas eram financeiramente mais acessíveis, substituída pela colocação de cadeiras numeradas por razões de segurança motivadas pelo forte sismo de İzmit de 1999.
Após uma reforma urbana promovida pela prefeitura de Istambul, o bairro de Mecidiyeköy passou a integrar a região central da cidade, o que fez com que o poder público local resistisse à ideia de construção de um novo estádio no referido bairro. No entanto, uma proposta alternativa de construção do novo estádio no bairro de Aslantepe, localizado na região suburbana de Istambul obteve melhor aceitação das autoridades, resultando no firmamento do acordo entre as partes com a contrapartida de que o Estádio Ali Sami Yen, localizado em Mecidiyeköy, fosse demolido e a propriedade do terreno fosse cedida pelo clube. 
Com a obtenção do volume de investimentos necessário para a execução da obra, a diretoria do Galatasaray firmou contrato com a firma de arquitetura local Mete Arat em 2007 para a elaboração e execução de um novo projeto de estádio com capacidade superior a 50 000 espectadores, tendo as obras começado neste mesmo ano. Em 2009, diante do ritmo lento da construção, a direção do clube rescindiu o contrato firmado anteriormente e assinou com a Architekten Stuttgart, que acabou por promover alterações no projeto inicial que permitiram o avanço mais rápido das obras, que foram totalmente concluídas no ano seguinte. O estádio foi oficialmente inaugurado em 15 de janeiro de 2011 em cerimônia oficial presidida pelo primeiro-ministro turco na época Recep Erdoğan sob protestos de parte da torcida do Galatasaray. 

## Infraestrutura

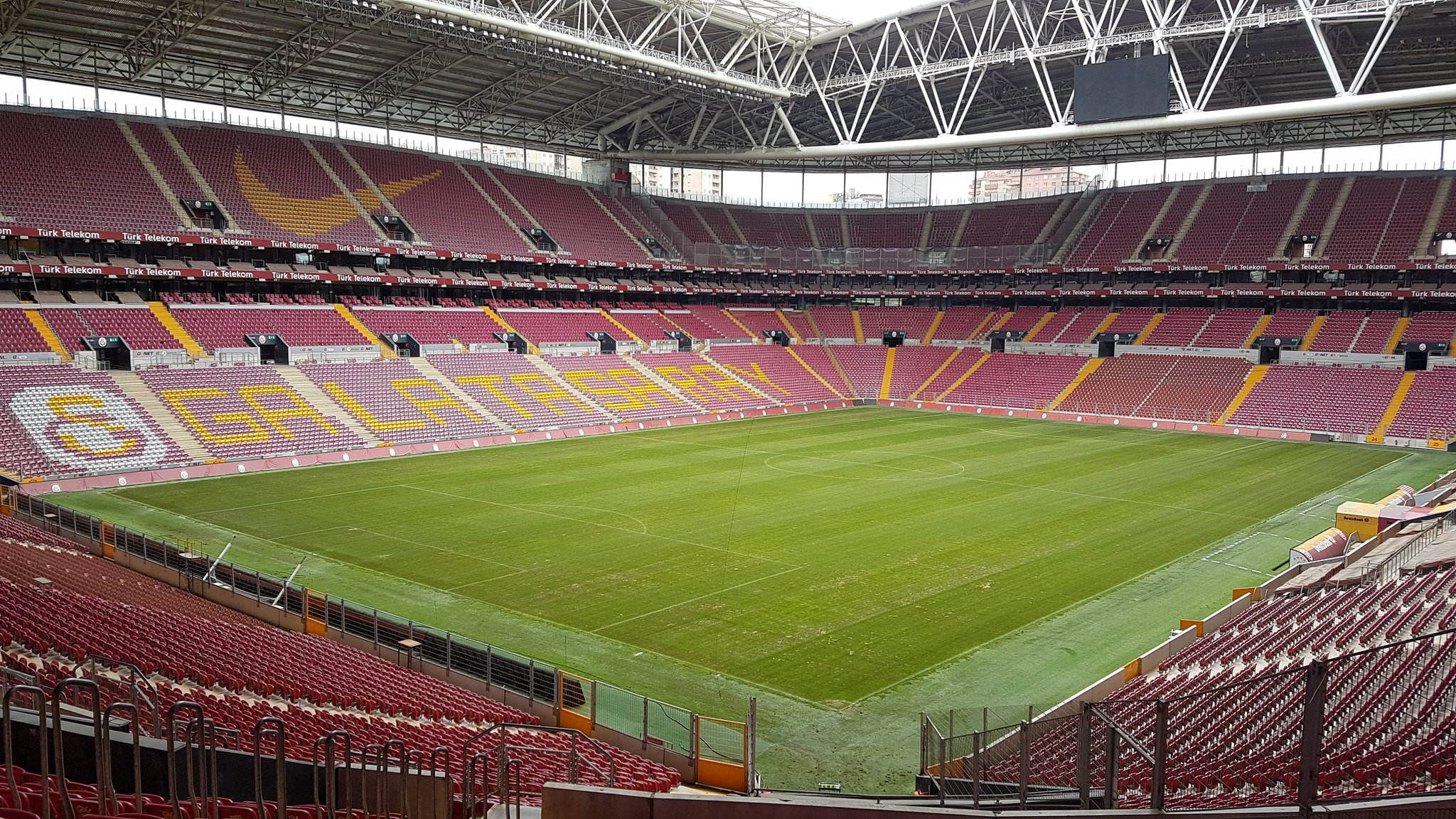
Visão panorâmica interna do estádio

Durante a construção do estádio, um terreno situado nos arredores que contava com ampla infraestrutura de estacionamento foi incorporado junto à uma colina artificial denominada Seyrantepe, que posteriormente foi renomeada de Aslantepe (em português, Colina do Leão, em referência ao mascote do clube) pelos torcedores do Galatasaray.
O local oferece um grande número de camarotes e áreas VIPs, sendo ao todo 211 camarotes, dos quais 57 foram construídos após a abertura devido à alta demanda. O estádio é conhecido por apresentar regularmente grandes médias de público nas partidas ali disputadas por competições nacionais e continentais.

## Curiosidades
É popularmente conhecido como Inferno de Istambul por conta das dificuldades encontradas pelos clubes visitantes em suportar a pressão dos fanáticos torcedores do Galatasaray nas arquibancadas durante as partidas disputadas contra o clube mandante, seja em competições nacionais, seja em competições continentais. O recorde de público do estádio foi de 52 044 espectadores ocorrido em 9 de abril de 2013 em confronto válido pela fase de grupos da Liga dos Campeões de 2012–13 disputado entre o Galatasaray e o Real Madrid, que terminou com a vitória do clube mandante por 3–2.
Em 2017, o presidente Recep Erdoğan determinou junto ao Ministério dos Esportes da Turquia que todos os administradores privados de estádios de futebol do país excluíssem o termo "arena" dos nomes oficiais das praças esportivas em funcionamento, o que levou a direção do Galatasaray a adotar o termo Stadyumu (em português, Estádio) para atender a exigência governamental.

## Ligação externa
- «Página oficial» (em turco)